# Casa al carrer Sant Benet, 19 (Valls)
La Casa al carrer Sant Benet, 19 és una obra de Valls (Alt Camp) protegida com a Bé Cultural d'Interès Local.

## Descripció
Edifici entre mitgeres situat al carrer Sant Benet. Es tracta d'una construcció de cinc altures, planta baixa, entresòl i tres pisos superiors. Es un edifici de línies molt senzilles, caracteritzat pel gran arc escarser que aglutina les obertures de la planta baixa i l'entresòl, i les volades de pedra amb mènsules inferiors que s'obren a cada pis. És important notar que l'edifici conserva restes de pintura a la façana, i que hi ha una petita obertura en la planta baixa que presenta una reixa de ferro forjat amb dues inscripcions: “1873” i “P.R.”